# Ізола-дель-Лірі
Ізола-дель-Лірі (італ. Isola del Liri) — муніципалітет в Італії, у регіоні Лаціо,  провінція Фрозіноне.
Ізола-дель-Лірі розташована на відстані близько 95 км на схід від Рима, 19 км на схід від Фрозіноне.
Населення — 11 781 особа (2014).
Покровитель — Madonna di Loreto.

## Демографія
Населення за роками:

Станом на 1 січня 2023 року в муніципалітеті офіційно проживали 354 іноземці з 42 країн, серед них 102 громадяни країн Євросоюзу та 29 громадян України.

## Сусідні муніципалітети
- Арпіно
- Кастеллірі
- Сора